# Loge (satelit)
Loge sau Saturn XLVI este un satelit natural al lui Saturn. Descoperirea sa a fost anunțată de Scott S. Sheppard⁠(d), David C. Jewitt⁠(d), Jan Kleyna⁠(d) și Brian G. Marsden pe 26 iunie 2006, din observațiile efectuate între ianuarie și aprilie 2006.
Loge are aproximativ 6 kilometri în diametru și orbitează în jurul lui Saturn la o distanță medie de 23.142.000 km în 1314,364 zile, la o înclinație de 166,5° față de ecliptică (165,3° față de ecuatorul lui Saturn), într-o direcție retrogradă și cu o excentricitate de 0,1390. Are o perioadă de rotație de aproximativ 6,9±0,1 ore, dar aceasta este foarte incertă deoarece curba de lumină este cea mai mică dintre toți sateliții neregulați studiați de Cassini-Huygens (amplitudine de aproximativ 0,07 magnitudini).
A fost numit în aprilie 2007, după Logi, un gigant de foc din mitologia nordică.